# Родезія на літніх Олімпійських іграх 1964
Родезія брала участь в літній Олімпіаді в Токіо, Японія. Це був останній з трьох виступів на Літніх Іграх Родезійської спортивної делегації.
На цих Іграх спортсмени з Родезії не виграли жодної медалі.
Пізніше збірна Зімбабве брала участь в Іграх, починаючи зі своєї  першої появи на змаганнях на Олімпіаді 1980 року.